# Persön
Persön – miejscowość (tätort) w Szwecji, w regionie administracyjnym (län) Norrbotten, w gminie Luleå.
Według danych Szwedzkiego Urzędu Statystycznego liczba ludności wyniosła: 217 (31 grudnia 2015), 222 (31 grudnia 2018) i 221 (31 grudnia 2019).